# Belén Hoyo Juliá
Belén Hoyo Juliá (València, 5 de maig de 1984) és una advocada i política valenciana, diputada al Congrés dels Diputats amb el PP en la X,XI i XII Legislatures.

## Biografia
És llicenciada en dret i en ciències polítiques per la Universitat de València. Durant la seua època d'estudiant va ser membre electe de la Junta de Centre de la Facultat de Dret i posteriorment membre electe del Claustre de la Universitat de València.
Amb 18 anys es va afiliar a Nuevas Generaciones del Partit Popular de la Comunitat Valenciana al districte de Ciutat Vella (València). Ha estat Coordinadora Provincial de NNGG de València, Secretària Executiva de Joventut del PP de la província de València i Secretària de Lluita contra la Violència de Gènere de NNGG d'Espanya. Des d'abril de 2011 és Subsecretària d'Organització de NNGG d'Espanya i des de juny de 2012 Coordinadora General del Partit Popular de la Província de València.
En 2007 va ser nomenada Secretària General de l'Institut Valencià de la Joventut-Generalitat Jove i després de les eleccions a les Corts Valencianes de 2011 va ser designada Directora General de Joventut de la Generalitat Valenciana.
Fou escollida diputada per València a les eleccions generals espanyoles de 2011. És Secretària Primera de la Comissió Constitucional, vocal de la Comissió d'Interior, de la Comissió Mixta per a l'Estudi del Problema de les Drogues i està adscrita a la Comissió d'Exteriors i Cultura. Fou reelegida diputada a les eleccions generals espanyoles de 2015 i 2016.